# 31 mars
Pour les articles homonymes, voir Trente-et-Un-Mars.
31 février 31 avril
Chronologies thématiques
- Croisades
- Ferroviaires
- Sports
- Disney
- Anarchisme
- Catholicisme

Abréviations / Voir aussi
- (° 1852) = né en 1852
- († 1885) = mort en 1885
- a.s. = calendrier julien
- n.s. = calendrier grégorien
- Calendrier
- Calendrier perpétuel
- Liste de calendriers
- Naissances du jour

Le 31 mars est le 90e jour, moins souvent le 91e, de l'année du calendrier grégorien ; il en reste ensuite 275.
Ce jour n'existe pas plus que le 31 mai ni que le  31 août, dans le calendrier universel qui passe directement du trente au unième/premier (trente au un, un d'avril), contrairement aux 31 janvier, 29 février qui y devient annuel, 30 février, 31 avril, 31 juin /leap day (uniquement les années bissextiles), 31 juillet, 31 octobre.
Son équivalent était généralement le 11e jour du mois de germinal, dans le calendrier républicain / révolutionnaire français, officiellement dénommé jour de la pervenche (la plante). C'est aussi la saint Benjamin.

## Événements

### XIIesiècle
- 1146 : Bernard de Clairvaux prêche la seconde Croisade dans un champ de Vézelay lors des célébrations de Pâques en présence du roi de France Louis VII dit le Jeune.

### XVesiècle
- 1492 : décret de l'Alhambra provoquant l'expulsion des Juifs du royaume de Castille-et-León.
- 1495 : formation de la ligue de Venise, qui a pour but d’inciter Charles VIII à abandonner Naples.

### XVIIesiècle
- 1621 : Philippe IV devient roi d'Espagne et des Indes.

### XVIIIesiècle
- 1706 : La dernière session de l'histoire des Corts Catalanes, le parlement de la principauté de Catalogne. La modernisation constitutionnelle de la Catalogne votée par les Corts vise à améliorer la garantie des droits individuels, politiques et économiques (parmi lesquels le secret de la correspondance)[1].
- 1779 : signature de la Convention explicative de Constantinople entre la Russie et l'Empire ottoman.

### XIXesiècle
- 1814 : 
  - les troupes de la Sixième Coalition entrent dans Paris.
  - bataille de Courtrai, remportée par le général Maison sur l'armée saxonne.
- 1820 : le duc de Richelieu rétablit la censure sur la presse en France.
- 1854 : signature de la convention de Kanagawa.

### XXesiècle
- 1905 : début de la crise de Tanger.
- 1906 : au Japon[réf. nécessaire], promulgation de la loi de privatisation des chemins de fer, votée par la diète le 17 mars 1906, et signée par l'empereur Meiji le 30.
- 1917 : les Indes occidentales danoises deviennent les Îles Vierges des États-Unis.
- 1923 : cinquante mille ouvriers des usines Krupp manifestent à Essen (Allemagne), pour protester contre la réquisition de camions par l’armée française. Violente répression qui fait 13 morts et 32 blessés, tous allemands[2].
- 1945 : le général Jean de Lattre de Tassigny et la Ire Armée française franchissent le Rhin.
- 1948 : le Congrès des États-Unis approuve le plan Marshall d’aide à l’Europe.
- 1953 : le Suédois Dag Hammarskjöld devient secrétaire général de l’ONU.
- 1959 : le dalaï-lama fuit le Tibet.
- 1964 : coup d’État militaire contre le président brésilien João Goulart.
- 1991 : victoire du Parti du travail (ex-communiste) aux premières élections albanaises depuis cinquante ans.

### XXIesiècle
- 2011 : Mayotte devient un département français.
- 2019 : 
  - des élections municipales se tiennent en Turquie afin d'élire les conseillers municipaux, les conseillers provinciaux ainsi que les maires métropolitains et de districts municipaux[3].
  - en Ukraine se déroule le premier tour de l'élection présidentielle avec 39 candidats en lice. C'est le comédien Volodymyr Zelensky qui arrive en tête et qui affrontera le Président sortant Petro Porochenko au second tour[4].
- 2024 : 
  - en Turquie,  le Parti républicain du peuple remporte les élections municipales, infligeant sa première défaite au Parti de la justice et du développement, au pouvoir, depuis sa fondation en 2001[5].
  - Attaque de Tawori, pendant l'insurrection djihadiste au Burkina Faso.

## Arts, culture et religion
- 297 : le manichéisme prôné par l'empire perse est condamné comme anti-romain par un édit de l'empereur romain Dioclétien[6].
- 1745 : première de la comédie lyrique Platée de Jean-Philippe Rameau à la Grande Écurie de Versailles.
- 1972 : le mythique "Gaumont Palace" de Paris 18e ferme ses portes[7].
- 1986 : le château historique de Hampton Court, à Londres, est endommagé par un incendie.
- 2016 : les autorités égyptiennes dévoilent après analyse d'images radar que deux chambres cachées existeraient derrière la tombe de Toutankhamon à Louxor[8],[9].

## Sciences et techniques
- 1889 : inauguration à Paris de la tour Eiffel.
- 2005 : lancement de la télévision numérique terrestre en France.
- 2021 : Lévis-Saint-Nom devient la première ville de France à dire adieu à l’ADSL, cette commune des Yvelines de 1 600 habitants doit passer au 100% "fibre optique" ce 31 mars, l’occasion d’expérimenter l’accompagnement des usagers en vue de l’arrêt total des réseaux cuivrés français entre 2023 et 2030[10].

## Économie et société
- 1995 : deux minutes après son décollage, l'Airbus A310-324 de la compagnie roumaine TAROM s'écrase près de Bucarest, tuant ses 60 passagers.
- 1999 : création du groupe Renault-Nissan, par achat réciproque d'actions entre le constructeur automobile français Renault et le japonais Nissan.
- 2016 : en France, première tenue d'une Nuit debout.
- 2017 : à Mocoa, en Colombie, une coulée de boue fait plus de 250 morts et plus de 200 blessés.
- 2025 : en France, Marine Le Pen est condamnée à cinq ans d'inéligibilité dans l'affaire des assistants parlementaires du Front national[11].

## Naissances

### IIIesiècle
- vers 250 : Constance Chlore ou Constance Ier (Caius Flavius Julius Constantius dit), César du 1er mars 293 au 1er mai 305 puis empereur romain du 1er mai 305 à sa mort, l'un des quatre empereurs de la Tétrarchie instaurée par Dioclétien († 25 juillet 306).

### XVesiècle
- 1499 : Pie IV, pape († 9 décembre 1565).

### XVIesiècle
- 1519 : Henri II, roi de France († 10 juillet 1559).
- 1536 : Yoshiteru Ashikaga, shogun japonais († 17 juin 1565).
- 1571 : Pietro Aldobrandini, prélat italien († 10 février 1621).
- 1596 : René Descartes, philosophe, mathématicien et physicien français († 11 février 1650).

### XVIIesiècle
- 1614 : baptême de Denis de Cyrano, frère aîné du vrai Cyrano de Bergerac, futur étudiant en théologie († entre 1640 & 1649).
- 1621 : Andrew Marvell, poète anglais († 16 août 1678).
- 1644 : Henry Winstanley (en), peintre et ingénieur anglais († 27 novembre 1703).
- 1675 : Benoît XIV, pape († 3 mai 1758).
- 1684 : Francesco Durante, musicien italien († 30 septembre 1755).
- 1685 : Jean-Sébastien Bach, musicien, notamment organiste, et compositeur allemand († 28 juillet 1750).

### XVIIIesiècle
- 1708 : Jean Chastel, paysan français qui tua la Bête du Gévaudan († 6 mars 1789).
- 1718 : Marie-Anne-Victoire d'Espagne, fille de Philippe V d'Espagne et épouse du roi Joseph Ier de Portugal († 15 janvier 1781).
- 1723 : Frédéric V, roi de Danemark et de Norvège († 14 janvier 1766).
- 1730 : Étienne Bézout, mathématicien français († 27 septembre 1783).
- 1732 : Franz Joseph Haydn, compositeur autrichien († 31 mai 1809).
- 1755 : Marc-Jean Achard-Lavort, prêtre réfractaire français († 3 décembre 1798).
- 1777 :
  - Charles Cagniard de Latour, ingénieur et physicien français († 5 juillet 1859).
  - Louis Cordier, géologue et minéralogiste français († 30 mars 1861).
- 1796 : Philippe Buchez, homme politique, historien et sociologue français († 11 août 1865).
- 1799 : Hippolyte Metdepenningen, avocat belge  († 1881).

### XIXesiècle
- 1809 : Nicolas Gogol, écrivain russe d’origine ukrainienne († 4 mars 1852).
- 1811 : Robert Wilhelm Bunsen, chimiste allemand († 16 août 1899).
- 1830 : José María Ponce, matador espagnol († 14 juillet 1872).
- 1850 : Charles Doolittle Walcott, paléontologue américain († 9 février 1927).
- 1857 : Édouard Rod, écrivain suisse († 29 janvier 1910).
- 1872 : Serge de Diaghilev, chorégraphe, critique d'art et imprésario russe († 19 août 1929).
- 1878
  - Fernand Allard, missionnaire belge († 26 mars 1947)
  - Jack Johnson, boxeur américain († 10 juin 1946).
- 1884 :
  - Adriaan van Maanen, astronome néerlando-américain († 26 janvier 1946).
  - Henri Queuille, homme politique français († 15 juin 1970).
- 1886 : Tadeusz Kotarbiński, philosophe polonais († 3 octobre 1981).
- 1888 : Fernanda Negri Pouget, actrice italienne († 17 février 1955).
- 1899 : 
  - Albert Mayaud, joueur de water-polo, nageur et résistant français, champion olympique en 1924 († 14 août 1987).
  - Pantcho Vladiguerov, compositeur et pianiste bulgare († 8 septembre 1978).

### XXesiècle
- 1907 : Renée Massip, écrivaine française jurée du prix Fémina († 21 mars 2002).
- 1908 : Red Norvo, vibraphoniste, xylophoniste et joueur de marimba américain († 6 avril 1999).
- 1909 : Robert Brasillach, écrivain français († 6 février 1945).
- 1911 : Elisabeth Grümmer, artiste lyrique allemande († 6 novembre 1986).
- 1914 : 
  - Octavio Paz, écrivain mexicain († 19 avril 1998).
  - Joe Rantz, rameur américain, champion olympique en 1936 († 10 septembre 2007).
- 1917 : Cahal Brendan Daly, prélat irlandais († 31 décembre 2009).
- 1920 :
  - Arthur Conte, écrivain français († 26 décembre 2013).
  - Yvette Z'Graggen, écrivain suisse († 16 avril 2012).
- 1921 : 
  - Yves de Daruvar, compagnon de la Libération († 28 mai 2018).
  - Peggy Rea, actrice américaine († 5 février 2011).
- 1925 : Jean Coutu, acteur québécois († 1er novembre 1999).
- 1926 :
  - Sydney Chaplin, producteur américain († 3 mars 2009).
  - Caspar Diethelm, compositeur suisse († 1er janvier 1997).
  - John Robert Fowles, écrivain britannique († 5 novembre 2005).
- 1927 :
  - César Chávez, syndicaliste agricole américain († 23 avril 1993).
  - William Daniels, acteur américain.
  - Vladimir Iliouchine, pilote d’essai soviétique († 1er mars 2010).
  - Bud MacPherson (en), défenseur de hockey sur glace professionnel canadien († 31 août 1988).
  - †Eduardo Martínez Somalo, prélat espagnol († 10 août 2021).
- 1928 :
  - Lefty Frizzell, chanteur, guitariste et compositeur country américain († 19 juillet 1975).
  - Gordie Howe, joueur de hockey sur glace canadien († 10 juin 2016).
- 1930 : Julián Herranz Casado, prélat espagnol.
- 1931 : 
  - Peter Levi, poète, archéologue, prêtre jésuite, écrivain et professeur d'université britannique († 1er février 2000).
  - Tamara Tyshkevich, athlète soviétique, championne olympique du lancer du poids († 27 décembre 1997).
- 1932 : 
  - Tullio De Mauro, linguiste et homme politique italien († 5 janvier 2017).
  - Nagisa Ōshima (大島 渚), cinéaste japonais de Furyo, L'Empire des sens, etc. († 15 janvier 2013).
- 1934 :
  - Sylviane Carpentier Warembourg, Française élue Miss Picardie 1952, puis Miss France 1953 (la 23e) et 2e dauphine de Miss Europe 1953 († 15 octobre 2017).
  - Richard Chamberlain, acteur américain.
  - Shirley Jones, actrice américaine.
  - John D. Loudermilk, chanteur et compositeur américain. († 21 septembre 2016).
  - Grigori Nelioubov, cosmonaute soviétique († 18 février 1966).
- 1935 :
  - Herb Alpert, trompettiste et chanteur américain, cofondateur du label A&M Records.
  - Judith Rossner (en), romancière américaine († 9 août 2005).
- 1936 : Bob Pulford, joueur de hockey sur glace canadien.
- 1937 : Claude Allègre, géochimiste et homme politique français.
- 1938 :
  - Ahmet Ayik, lutteur turc, champion olympique.
  - Jean-Louis Bernard, homme politique français.
  - Bill Hicke, joueur de hockey sur glace canadien († 8 juillet 2005).
  - Charles Josselin, homme politique breton et français socialiste, longtemps maire de sa commune de naissance et président du  Conseil général des Côtes-d'Armor de 1976 à 1997, ministre de plusieurs gouvernements.
- 1939 : 
  - Israël Horovitz, dramaturge, acteur et réalisateur américain († 9 novembre 2020).
  - Volker Schlöndorff, homme de cinéma allemand.
- 1943 : Christopher Walken, acteur américain.
- 1944 : Pascal Danel, chanteur français.
- 1945 : 
  - Patrick Malrieu, collecteur français de patrimoine oral breton & gallo († 9 janvier 2019).
  - Fernand Siré, homme politique français.
- 1946 : Klaus Wolfermann, athlète allemand, champion olympique du lancer du javelot.
- 1947 : César Gaviria Trujillo, homme d’État colombien, ancien président de la République de Colombie.
- 1948 :
  - Gary Doer, homme politique et diplomate canadien.
  - Al Gore (Albert Arnold Gore Jr. dit), homme politique américain, vice-président fédéral de Bill Clinton jusqu'en 2000, prix Nobel de la paix avec le GIEC.
  - Rhea Perlman, actrice américaine.
  - Enrique Vila-Matas, écrivain espagnol.
- 1949 : 
  - Gilles Gilbert, joueur de hockey sur glace québécois.
  - Hans Lutz, coureur cycliste allemand champion olympique.
- 1950 : Mohamed Fellag chanteur, humoriste et écrivain algérien.
- 1951 : Simon Dickie, rameur néo-zélandais, double champion olympique († 13 décembre 2017).
- 1952 : Christian Brodhag, homme politique français.
- 1953 : Jacques Bascou, homme politique français.
- 1954 : Jacques Richard, réalisateur français.
- 1955 :
  - Muriel Siki, journaliste suisse.
  - Akemi Takada, mangaka japonaise.
  - Angus Young, musicien australo-écossais, le guitariste du groupe AC/DC.
- 1956 : François Brottes, homme politique français.
- 1957 :
  - Patrick Forrester, astronaute américain.
  - Kent (Hervé Despesse dit), chanteur français.
- 1958 : Annick Lepetit, femme politique française.
- 1959 : Markus Hediger, écrivain et traducteur suisse.
- 1960 : Richard Milian, matador français.
- 1964 :
  - Isabella Ferrari, actrice italienne.
  - Jean-Claude Perez, homme politique français.
  - Monique Knol, coureuse cycliste néerlandaise, championne olympique.
- 1965 : 
  - Jean-Christophe Lafaille, alpiniste français († 26 janvier 2006).
  - Raimundas Udrakis, cavalier lituanien de saut d'obstacles.
- 1966 : 
  - Stanley Péan, écrivain québécois d’origine haïtienne.
  - Roger Black, athlète britannique, spécialiste du 400 m.
- 1968 : Yann Moix, auteur, réalisateur et chroniqueur billettiste français de télévision.
- 1971 :
  - Pavel Bure, joueur de hockey sur glace russe.
  - Laurent Guimier, journaliste français.
  - Ewan McGregor, acteur britannique.
- 1974 : Stefan Olsdal, musicien suédois, bassiste du groupe Placebo.
- 1976 : Mélanie Coste, actrice française.
- 1977 :
  - Cal Bowdler, basketteur américain.
  - Eelco Smits, acteur néerlandais.
  - Hara Toshimasa, musicien japonais du groupe Dir en grey.
- 1978 : Cindy Sander, chanteuse française.
- 1980 :
  - Michael Ryder, hockeyeur canadien.
  - Chien-Ming Wang, lanceur de baseball professionnel thaïlandais.
- 1982 :
  - Ryland Blackinton (en), guitariste américain du groupe Cobra Starship.
  - Serhiy Lichtchouk, basketteur ukrainien.
  - Ambroise Michel, acteur et réalisateur français.
- 1983 : Vlásios Máras, gymnaste grec.
- 1984 : David Clarkson, hockeyeur professionnel canadien.
- 1987 : Georg Listing, musicien allemand, bassiste et pianiste du groupe Tokio Hotel.
- 1990 :  
  - Jemma Lowe, nageuse britannique.
  - Tommy Smith, footballeur anglais et néo-zélandais.
  - Aminata Makou Traoré, taekwondoïste malienne.
  - Bang Yong-guk, chanteur sud-coréen du groupe B.A.P.
- 1994 :
  - Marco Bueno, footballeur mexicain.
  - Alimatou Diallo, taekwondoïste franco-sénégalaise.
  - Zhenya Katava, mannequin biélorusse.
- 1996 : Sébastien Frit, vidéaste français.

## Décès

### XIVesiècle
- 1340 : Ivan Ier, tsar de Russie (° 1288).

### XVesiècle
- 1455 : Pierre de Menthon, seigneur, chambellan, bailli savoyard et genevois assassiné (° nc).

### XVIesiècle
- 1525 : René de Savoie dit le « Grand Bâtard de Savoie », noble, comte de Villars et de Tende (° 1473).
- 1547, jour du 28e anniversaire ci-avant de son fils cadet et successeur au trône : François Ier, neveu du précédent, roi de France (° 12 septembre 1494).
- 1567 : Philippe Ier, landgrave de Hesse (° 13 novembre 1504).

### XVIIesiècle
- 1621 : Philippe III, roi d’Espagne (° 14 avril 1578).
- 1631 : John Donne, poète anglais (° 22 janvier 1572).
- 1671 : Anne Hyde, reine d'Angleterre, première épouse de Jacques II (° 12 mars 1637).

### XVIIIesiècle
- 1703 : Johann Christoph Bach I, compositeur allemand (° 6 décembre 1642).
- 1727 : sir Isaac Newton, philosophe et scientifique britannique (° 4 janvier 1643).
- 1741 : Pieter Burmann, philologue hollandais (° 1668).
- 1797 : Olaudah Equiano, esclave affranchi, marin et écrivain britannique (° 1745).

### XIXesiècle
- 1814 : Pierre Sonnerat, naturaliste et explorateur français (° 18 août 1748).
- 1816 : Jean-François Ducis, écrivain et poète français (° août 1733).
- 1837 : John Constable, peintre britannique (° 11 juin 1776).
- 1855 : Charlotte Brontë, romancière britannique (° 21 avril 1816).
- 1860 : Évariste Huc, missionnaire français (° 1er août 1813).
- 1869 : Allan Kardec, pédagogue français (° 3 octobre 1804).
- 1880 : Henryk Wieniawski, compositeur polonais (° 10 juillet 1835).
- 1885 : Franz Abt, compositeur allemand (° 22 décembre 1819).
- 1886 : 
  - Edward Douglas-Pennant, homme politique britannique (° 20 juin 1800).
  - Marie Heilbron, soprano belge (° 5 mai 1851).
  - Victor Paillard, bronzier français (° 14 novembre 1805).
  - Jean Louis Protche, ingénieur italien (° 19 mars 1818).
  - Amos Wright, homme politique canadien (° 24 novembre 1809).
  - Joseph Bohdan Zaleski, poète polonais (° 14 février 1802).

### XXesiècle
- 1913 : John Pierpont Morgan, financier et banquier américain (° 17 avril 1837).
- 1917 : Emil Adolf von Behring, physicien allemand, lauréat du premier prix Nobel de physiologie ou médecine en 1901 (° 15 mars 1854).
- 1920 : Hector Hodler, espérantophone suisse, pilier du Mouvement espérantophone (° 1er octobre 1887).
- 1925 : Jeanne de Balanda, religieuse française (° 13 septembre 1862).
- 1940 : Carlo Bugatti, architecte italien (° 16 février 1856).
- 1945 : Hans Fischer, chimiste allemand, prix Nobel de chimie 1930 (° 27 juillet 1881).
- 1948 : Henriette de Belgique, princesse belge et duchesse de Vendôme (° 30 novembre 1870).
- 1971 : Michael Browne, prélat irlandais (° 6 mai 1887).
- 1973 : Jean Tissier, acteur français (° 1er avril 1896).
- 1974 : Victor Boin, sportif belge (° 28 février 1886).
- 1978 : 
  - Charles Best, médecin canadien d’origine américaine, codécouvreur de l’insuline (° 27 février 1899).
  - Eva Mameli Calvino, botaniste italienne (° 12 février 1886).
- 1980 :
  - Vladimír Holan, poète tchèque (° 16 septembre 1905).
  - Jesse Owens, athlète américain (° 12 septembre 1913).
- 1986 : O'Kelly Isley, Jr. (en), chanteur américain du groupe The Isley Brothers (° 25 décembre 1937).
- 1993 : 
  - Brandon Lee, acteur américain (° 1er février 1965).
  - Mitchell Parish, parolier américain (° 10 juillet 1900).
- 1994 : Léon Degrelle, homme politique belge (° 15 juin 1906).
- 1995 : 
  - Dennis Malcolm Reader, auteur de bande dessinée britannique (° 28 mai 1927).
  - Roberto Juarroz, poète argentin (° 5 octobre 1925).
  - Selena (Selena Quintanilla Perez dite), chanteuse américaine (° 16 avril 1971).
  - Madeleine Sologne, actrice française (° 27 octobre 1912).
- 1996 : 
  - Dario Bellezza, poète, écrivain et dramaturge italien (° 5 septembre 1944).
  - Nino Borsari, cycliste italien (° 4 avril 1911).
  - Jeffrey Lee Pierce, musicien américain (° 27 juin 1958).
  - Bernard Lepetit, historien français (° 28 août 1948).
- 1997 : 
  - Eugenie Anderson, femme politique et diplomate américaine (° 26 mai 1909).
  - Friedrich Hund, physicien allemand (° 4 février 1896).
  - Lyman Spitzer, astrophysicien américain (° 26 juin 1914).
- 1998 : 
  - Bella Abzug, femme politique et féministe américaine (° 24 juillet 1920).
  - Tim Flock, pilote de courses automobile américain (° 11 mai 1924).
  - Blanche Montel, actrice française (° 14 août 1902).
  - Roger Vandooren, footballeur puis entraîneur français (° 27 avril 1923).

### XXIesiècle
- 2001 :
  - Jean-Marc Bory, acteur suisse (° 17 mars 1934).
  - David Rocastle, footballeur anglais (° 2 mai 1967).
  - Clifford Shull, physicien américain, prix Nobel de physique 1994 (° 23 septembre 1915).
  - Popeye Strydom, joueur de rugby à XV sud-africain (° 20 janvier 1932).
  - Arthur Geoffrey Walker, mathématicien, physicien et professeur d'université américain (° 17 juillet 1909).
- 2003 : 
  - Harold Scott MacDonald Coxeter, mathématicien et géomètre britannique (° 9 février 1907).
  - Anne Gwynne, actrice américaine (° 10 décembre 1918).
  - Eduardo Úrculo, peintre et sculpteur espagnol (° 21 septembre 1938).
- 2004 : René Gruau, illustrateur, graphiste et peintre franco-italien (° 4 février 1909).
- 2005 : Terri Schiavo, américaine, figure emblématique de la polémique sur l'euthanasie (° 3 décembre 1963).
- 2008 : Jules Dassin, réalisateur américain (° 18 décembre 1911).
- 2009 : Raul Alfonsin, homme d’État argentin, ancien président d'Argentine de 1983 à 1989 (° 12 mars 1927).
- 2011 : Hiroshi Ōnishi, peintre japonais (° 18 juin 1961).
- 2014 : Frankie Knuckles, disc-jockey et compositeur américain de musique électronique (° 18 janvier 1955).
- 2015 : Konrad Müller, philologue classique suisse (° 12 novembre 1920).
- 2016 :
  - Hans-Dietrich Genscher, homme politique allemand, ancien ministre fédéral des affaires étrangères (° 21 mars 1927).
  - Zaha Hadid, architecte irako-britannique (° 31 octobre 1950).
  - Imre Kertesz, écrivain hongrois, prix Nobel de littérature en 2002 (° 9 novembre 1929).
- 2017 : 
  - Halit Akçatepe, acteur turc (° 1er janvier 1938).
  - Rubén Amaro, Sr., joueur de baseball mexicain (° 6 janvier 1936).
  - Gilbert Baker, artiste et activiste LGBT américain (° 2 juin 1951).
  - William Thaddeus Coleman, juriste et homme politique américain (° 7 juillet 1920).
  - Mike Hall, cycliste britannique (° 4 juin 1981).
  - Radley Metzger, réalisateur de films pornographiques américain (° 21 janvier 1929).
  - James Rosenquist, peintre américain (° 29 novembre 1933).
  - Évelyne Sullerot, sociologue et écrivaine française (° 10 octobre 1924).
- 2019 : Nipsey Hussle (Ermias Davidson Asghedom dit), rappeur américain (° 15 août 1985).
- 2020 :
  - Pierre Bénichou, journaliste et amuseur français (° 1er mars 1938).
  - Pape Diouf, journaliste sportif et dirigeant de club de football franco-sénégalais (° 18 décembre 1951).
- 2022 :
  - Guéorgui Atanassov, homme politique bulgare (° 27 juillet 1933).
  - Rıdvan Bolatlı, footballeur international turc (° 2 décembre 1928).
  - Patrick Demarchelier, photographe portraitiste, de mode et de publicité français (° 20 août 1943).
  - Zoltán Friedmanszky, footballeur puis entraîneur hongrois (° 22 octobre 1934).
  - Richard Howard, poète, critique littéraire, essayiste et traducteur américain (° 13 octobre 1929).
- 2023 :
  - Christo Jivkov, acteur bulgare (° 18 février 1975).
  - Elena Marinucci, femme politique italienne (° 18 août 1928).
  - Rabbie Namaliu, homme politique papou (° 3 avril 1947).
- 2024 :
  - Jonathan Bennett, philosophe britannique (° 17 février 1930).
  - Elmira Chackal, romancière et poétesse française (° 18 mars 1927).
  - Guylaine Guy, chanteuse, actrice et artiste visuelle canadienne (° 6 avril 1929).
  - Rob Kaman, boxeur de  kick-boxing et de muay-tha néerlandais (° 5 juin 1960).
  - Jean-Yves Le Fur, homme d'affaires français (° 27 avril 1964).
  - Barbara Rush, actrice américaine (° 4 janvier 1927).
- 2025 :
  - Sian Barbara Allen, actrice américaine (° 12 juillet 1946).
  - Yves Boisset, réalisateur français (° 14 mars 1939).
  - Janric Craig, pair britannique (° 9 juin 1944).
  - Jean-Yves Haberer, banquier et haut fonctionnaire français (° 17 décembre 1932).
  - Mario Joseph, avocat et procureur haïtien (° ).
  - Volkan Konak, artiste de musique turc (° 27 février 1967).
  - Mark LaForest, hockeyeur sur glace canadien (° 10 juillet 1962).
  - Ines Najar, mannequin et actrice tunisienne (° 28 juin 1983).
  - Jean-Louis Porchet, producteur et réalisateur suisse (° 29 mars 1949).

## Célébrations

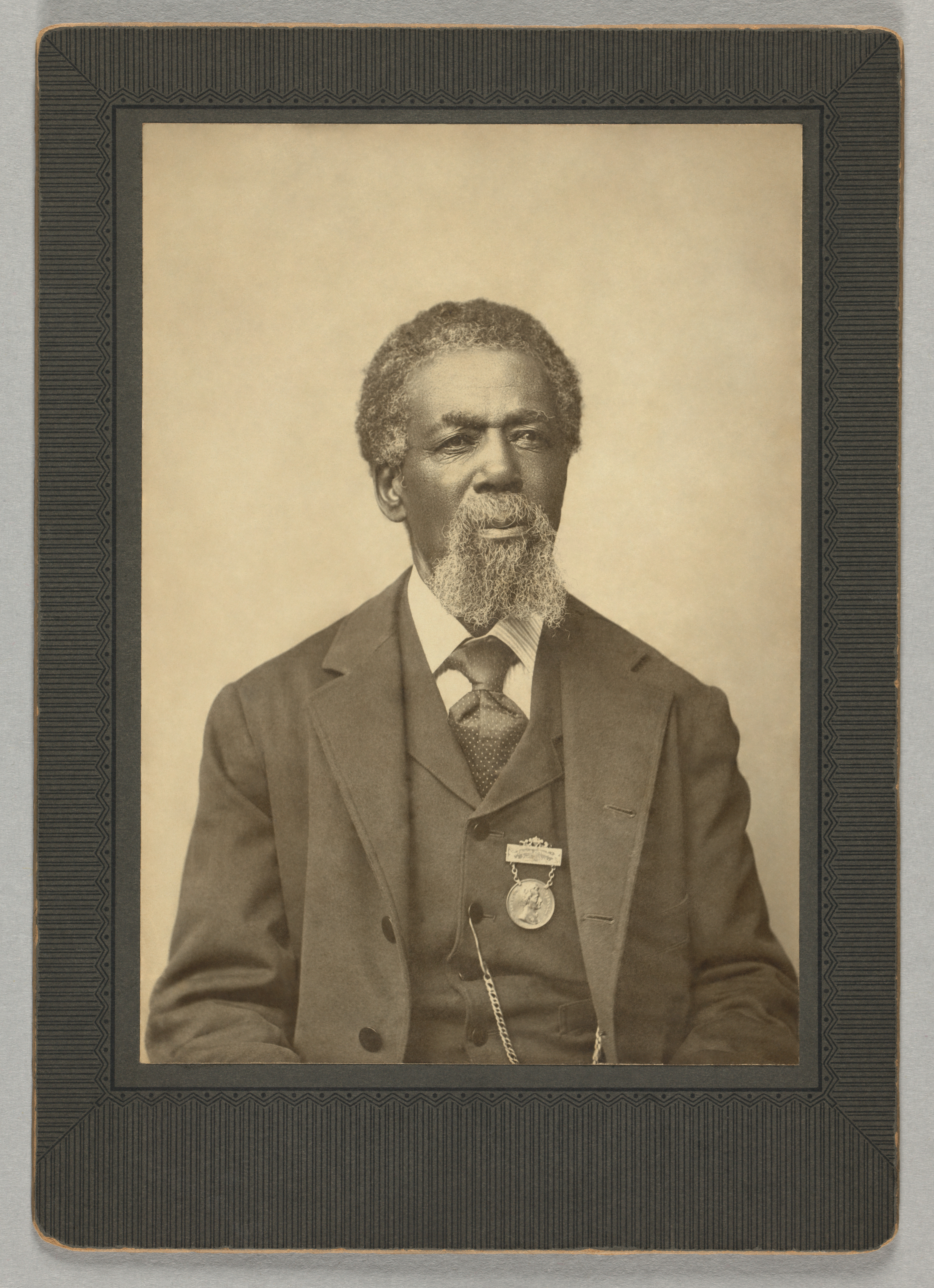
Thomas Mundy Peterson, photographie conservée au Musée national de l'histoire et de la culture afro-américaines. En 1870, monsieur Peterson est le premier Noir à avoir voté aux États-Unis. Il porte la médaille de la ville où il a voté : Perth Amboy dans le New Jersey. Photo de 1884.

- Journée internationale de visibilité transgenre
- Journée mondiale de la sauvegarde[12].
- États-Unis voire dépendance(s) :
  - Californie, Colorado et Texas : César Chávez Day (en), anniversaire de la naissance ci-avant en 1927 de César Chávez, syndicaliste qui améliora le sort des travailleurs immigrés mexicains aux States.
  - New Jersey : Thomas Mundy Peterson Day (en), jour de Thomas Mundy Peterson commémorant le premier Afro-Américain à voter dans une élection en vertu des dispositions du XVe amendement de la Constitution des États-Unis d'Amérique.
  - Îles Vierges américaines : Transfer Day (en) / fête du transfert commémorant le transfert de souveraineté de cette partie des îles Vierges du Danemark vers les États-Unis en 1917.
- Malte : fête de la liberté commémorant la fin de la souveraineté britannique sur le pays en 1979.
- Mexique : día del taco / journée du taco.

### Religieuses
- Bahaïsme : onzième jour du mois de la splendeur / bahá' بهاء, dans le calendrier badí‘.

### Saints des Églises chrétiennes

#### Saints des Églises catholiques et orthodoxes
Saints des Églises catholiques et orthodoxes :
- Acace le confesseur († 251), évêque.
- Agilolphe († 752), évêque de Cologne.
- Balbine de Rome († 169), vierge et martyre à Rome.
- Benjamin de Perse († 421), diacre et martyr en Perse.
- Blaise d'Amorium († 908), moine au monastère du Stoudion à Constantinople puis ermite au Mont Athos en Grèce.
- Mauricille de Milan (it) († 662), évêque de Milan.
- Rénovat de Mérida (es) († 633), évêque de Mérida (Espagne).
- Théodule, Félix, Anèse, Cornélie et leurs compagnons († ?), martyrs en Afrique proconsulaire romaine.

#### Saints et bienheureux des Églises catholiques
Saints et bienheureux des Églises catholiques :
- Albane, fondatrice selon la tradition du monastère de Leigneux qui donna lieu à un pèlerinage le dernier jour de mars dans ledit Forez.
- Bonaventure Tornielli († 1491), bienheureux religieux italien servite de Marie à Udine.
- Camille Pio di Savoia (it) († 1504), fondatrice et abbesse du monastère de clarisses de Carpi.
- Christophe Robinson († 1597), bienheureux prêtre anglais et martyr à Carlisle.
- Daniel de Ungrispach († 1411), bienheureux ermite italien près du monastère des Camaldules à Murano.
- Guillaume de Calme († 1046), berger puis prieur à Notre-Dame de Calme.
- Guy de Pomposa (it) († 1046), abbé de l'abbaye de Pomposa.
- Jeanne de Toulouse († 1286), bienheureuse religieuse membre du tiers-ordre carmélitain à Toulouse.
- Machabeon († 1174), abbé.
- Marie Manuel (ca) († 1453), bienheureuse laïque espagnole devenue clarisse urbaniste.
- Natalia Tułasiewicz († 1945), enseignante, martyre à Ravensbrück, bienheureuse.

#### Saints des Églises orthodoxes (aux dates parfois"juliennes"/ orientales)
Saints des Églises orthodoxes :
- Innocent († 1879), Innocent de Moscou, métropolite, apôtre de l’Amérique du Nord et de la Sibérie.
- Jonas de Kiev († 1461), métropolite.
- Marie († 1945), Marie de Ravenbruck (Skobtsova), moniale et néo-martyre.

### Prénoms du jour
Bonne fête aux Benjamin, Ben, Benyamin, Benji, Benjos ; et leurs formes féminines : Benjamine, Benjamina, Benyamine/-a.
Et aussi aux :
- Acace,
- aux Gwion.

## Traditions et superstitions

### Dictons
- « À la saint-Benjamin, le mauvais temps voit sa fin. »[15]
- « Ce que mars couve, on le sait toujours après son trente et unième jour. »[16]
- « Souvent quand arrive Benjamin, souvent le beau temps prend fin. »[17]

### Astrologie
- Signe du zodiaque : 11e jour du signe astrologique du Bélier.

## Toponymie
De nombreuses voies, places ainsi que des sites et édifices portent le nom de cette date en langue française et figurent dans la page d'homonymie Trente-et-Un-Mars .